# Extinción

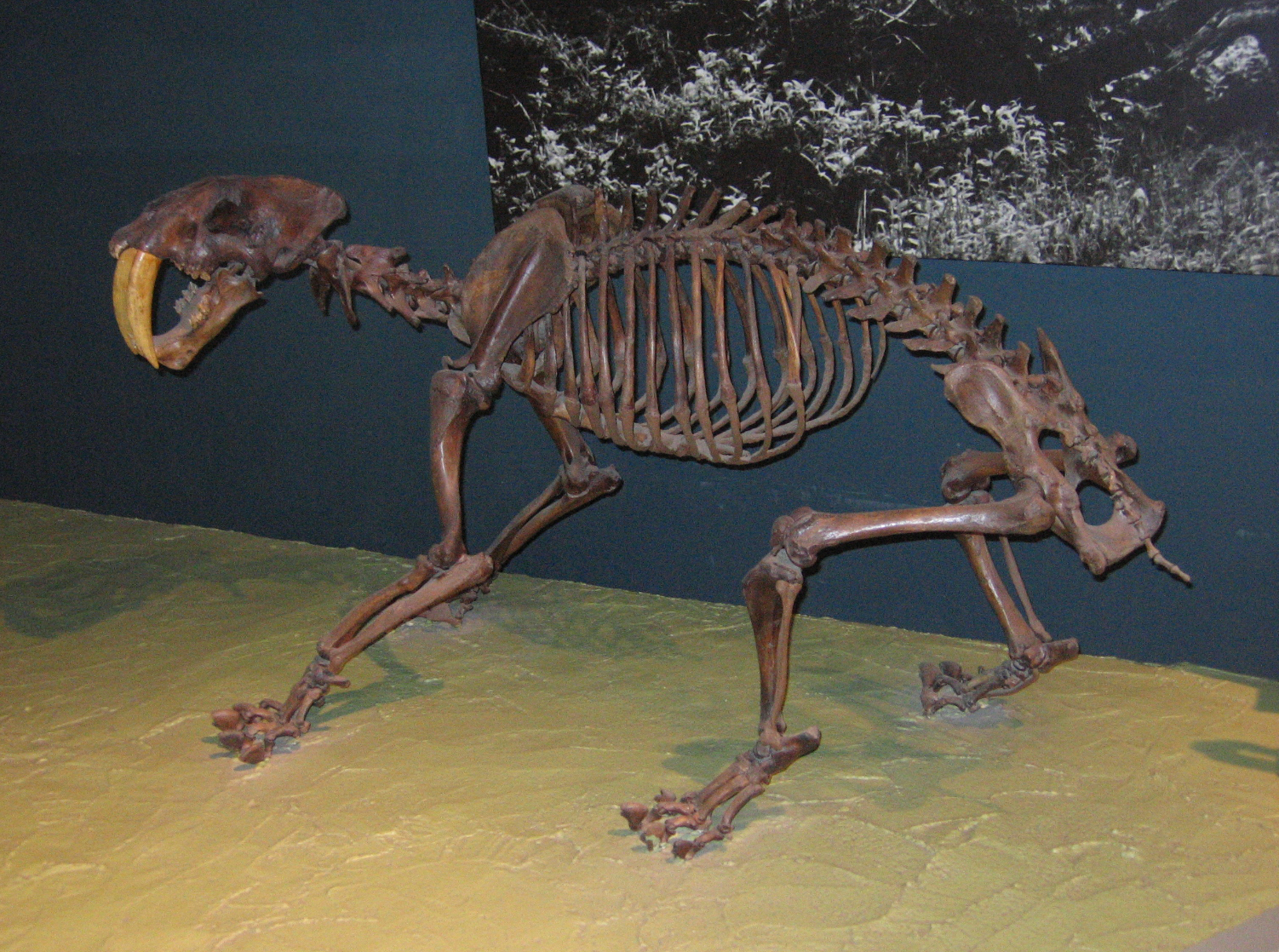
Smilodon fatalis (un tigre dientes de sable) es un ejemplo de especie extinta.

En biología y ecología, la extinción es la desaparición de todos los miembros de una especie o un grupo de taxones. Se considera extinta a una especie a partir del instante en que muere el último individuo de esta. Debido a que su área biogeográfica potencial puede ser muy grande, determinar ese momento puede ser dificultoso, por lo que usualmente se hace en retrospectiva. Estas dificultades pueden conducir a fenómenos como el taxón lázaro, en el que una especie que se presumía extinta reaparece abruptamente tras un período de aparente ausencia. En el caso de especies que se reproducen sexualmente, la extinción es generalmente inevitable cuando solo queda un individuo de la especie, o únicamente individuos del mismo sexo.
A través de la evolución biológica, nuevas especies surgen a través de la especiación, así como también otras especies se extinguen cuando ya no son capaces de sobrevivir en condiciones cambiantes o frente a otros competidores. Normalmente, una especie se extingue dentro de los primeros diez millones de años posteriores a su primera aparición, aunque algunas especies, denominadas fósiles vivientes, sobreviven prácticamente sin cambios durante cientos de millones de años. La extinción es histórica y usualmente un fenómeno natural. Se estima que cerca de un 99,9 % de todas las especies que alguna vez existieron están actualmente extintas.
Antes de la dispersión de los humanos a través del planeta, la extinción generalmente ocurría en continuo bajo índice, y las extinciones masivas eran eventos relativamente raros. Pero aproximadamente cien mil años atrás, y en coincidencia con el aumento de la población y la distribución geográfica de los humanos, las extinciones se han incrementado a niveles no vistos antes desde la extinción masiva del Cretácico-Terciario. A esto se le conoce como la extinción masiva del Holoceno, y se estima que para el año 2100 la cantidad de especies extintas podría alcanzar altas cotas, incluso la mitad de todas las especies que existen actualmente.

## Definición

La categoría “Extinto” en la versión 3.1 de 2008 de la Lista Roja de la UICN.

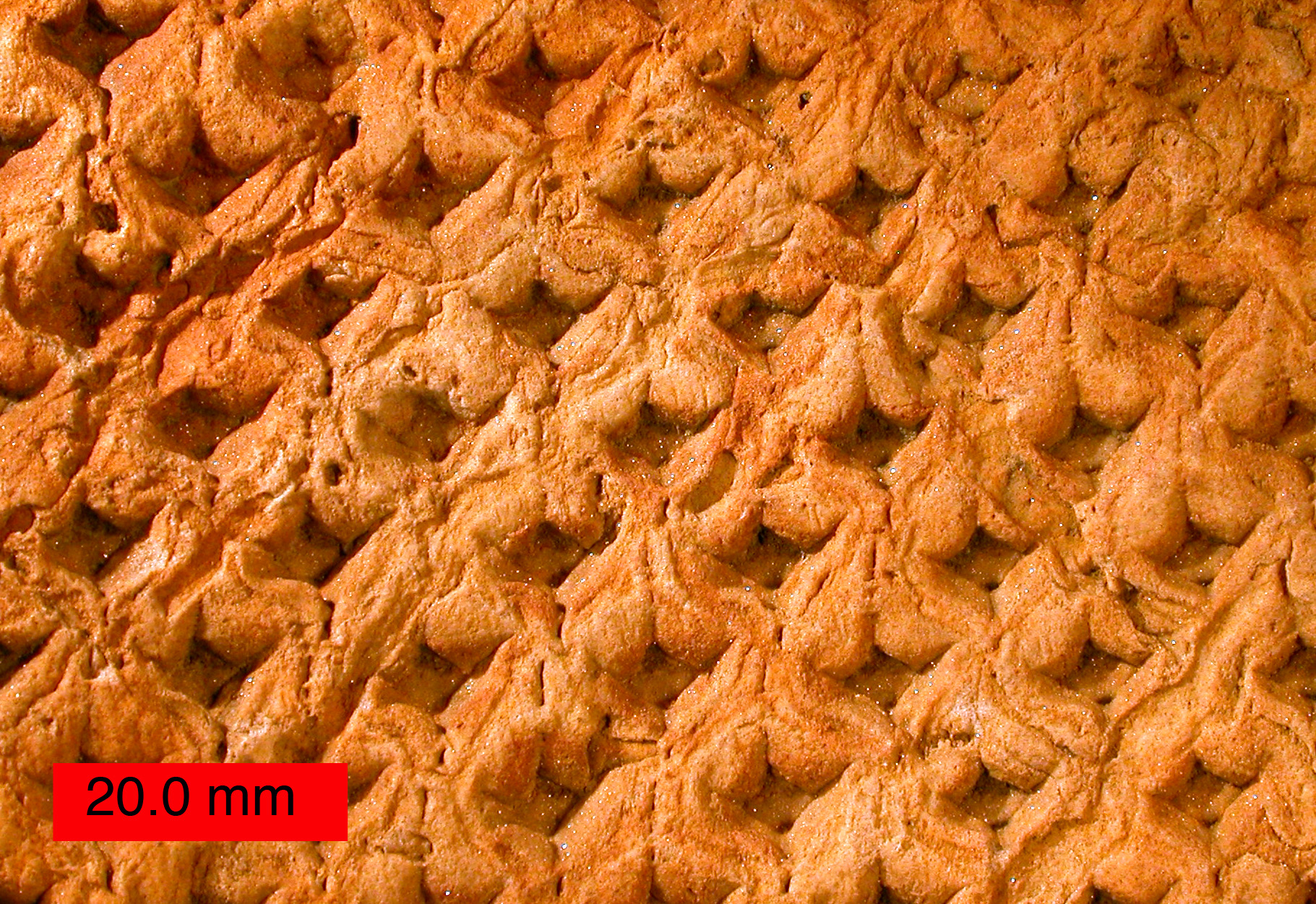
Tronco del extinto Lepidodendron (Carbonífero).

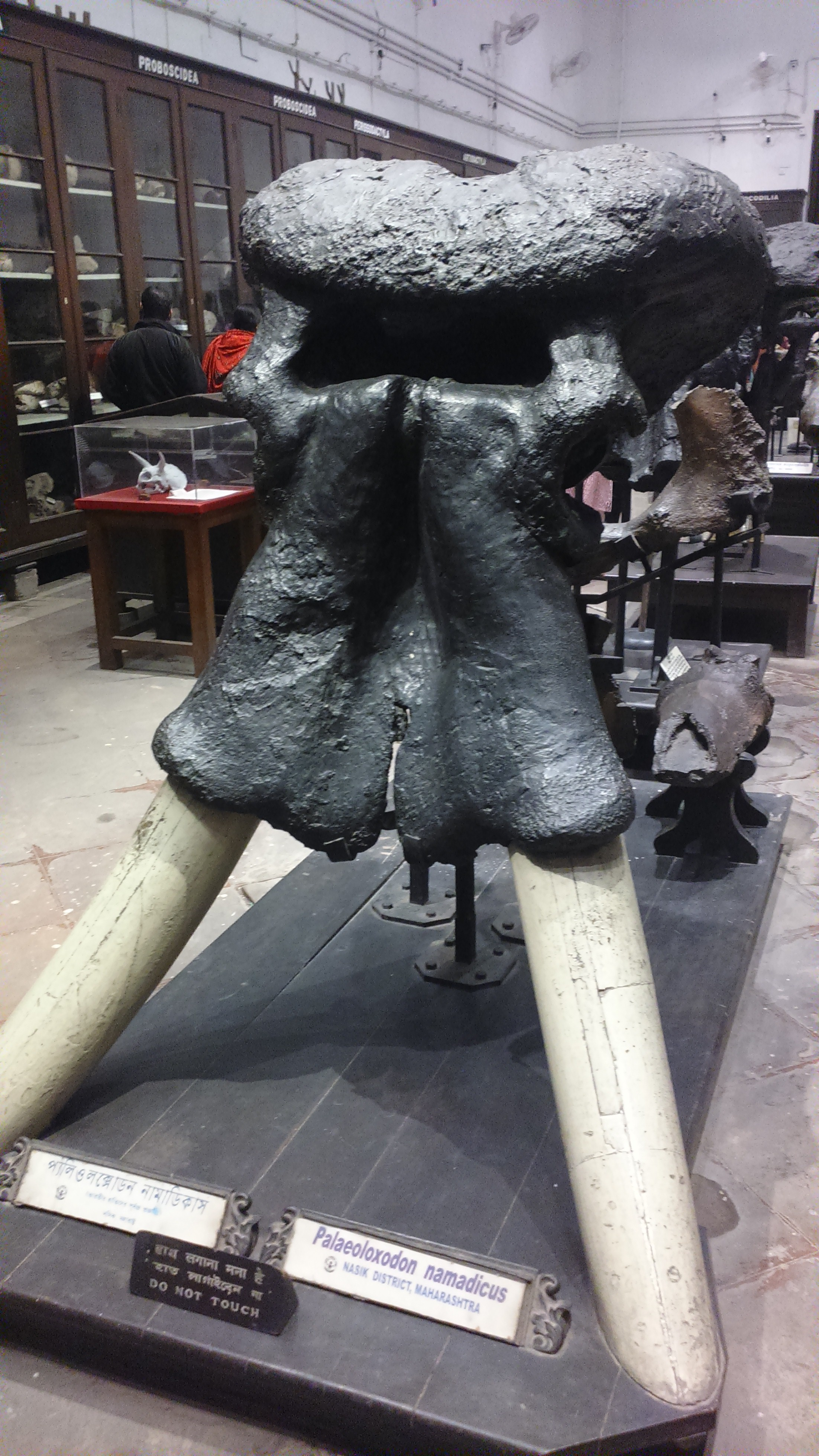
Cráneo de Palaeoloxodon namadicus, una especie extinta de elefantes.

Una especie se extingue cuando su último ejemplar muere. Por lo tanto, la extinción se convierte en una certeza cuando no hay ningún integrante capaz de reproducirse y dar lugar a una nueva generación. También una especie se puede volver extinta funcionalmente cuando solo sobrevive una reducidísima cantidad de miembros, que son incapaces de reproducirse debido a problemas de salud, edad, distancia geográfica debido a un muy gran rango de distribución, por falta de individuos de ambos sexos (en las especies que se reproducen sexualmente), u otras razones.
En ecología, el término extinción también se utiliza a menudo de manera informal para referirse a una extinción local, en la que la especie deja de existir en un área determinada, aunque sigue viviendo en otro lugar. Este fenómeno también es conocido como extirpación. Las extinciones locales pueden preceder a un reemplazo de la especie, desde ejemplares de otros lugares; la reintroducción del lobo es un ejemplo de esto. Las especies que no se encuentran extintas se denominan existentes, y las especies existentes que se encuentran bajo amenaza de extinguirse se integran en categorías tales como especie amenazada, especie en peligro o especie en peligro crítico.
Un aspecto importante de la extinción en la actualidad son los intentos del ser humano de preservar a las especies que corren el peligro de extinguirse, lo que se refleja en la creación del estado de conservación “extinto en estado silvestre” (abreviado como EW). A las especies listadas bajo este estatus de la Lista Roja elaborada por la UICN no se les conoce especímenes vivos en estado salvaje o natural, y los únicos ejemplares existentes son mantenidos en zoológicos u otros ambientes artificiales. Algunas de estas especies están extintas funcionalmente, debido a que ya no forman parte de su hábitat natural y es poco probable que sean reintegradas a la naturaleza. Algunas instituciones intentan mantener una población viable para las especies que, si es posible, puedan reintroducirse a su estado natural mediante programas de crianza cuidadosamente planificados.
La extinción de una especie puede provocar un efecto en cadena en su hábitat natural, causando la extinción de otras especies del mismo. A esto también se le denomina “cadenas de extinción”.
En la actualidad, muchas organizaciones ambientalistas y gobiernos se preocupan por la extinción de especies debido a la intervención humana y velan por su prevención. Entre las causas artificiales de la extinción está la caza, la contaminación, la destrucción de su hábitat, la introducción de nuevos depredadores, entre otras.

## Tipos de extinciones
Se distinguen dos tipos de extinciones:

### Terminal
Es aquella en que la especie desaparecida no deja ningún tipo de descendencia en ningún lugar, ni con su mismo ADN ni otro evolucionado. En este grupo se ha encuadrado durante mucho tiempo a los dinosaurios, pero ya desde los años ochenta se apuntaba la idea de que dichos reptiles, o al menos una parte de los mismos, si pudo dejar descendencia en las aves. Las extinciones terminales a su vez se dividen en dos:

#### Extinción masiva
Esta extinción, la más interesante para geólogos y paleontólogos, puede desarrollarse de dos formas: terminando con el 10 % de las especies o más en menos de un año, y la que necesita hasta tres millones y medio de años, pero aniquila a más de la mitad de las especies.

#### Extinción de fondo
Es la más común y consiste en la desaparición progresiva de una o varias especies a lo largo de cientos o miles de años hasta no dejar ninguna descendencia. Suele ser por cambios en el medio a los que la especie no se adapta, debido a factores como su excesiva especialización, el caso de los grandes felinos como Smilodon puede ser un ejemplo, o a la modificación de las condiciones ambientales, cuando es más rápida que la capacidad de respuesta adaptativa de las especies. Durante mucho tiempo se pensó que la de los dinosaurios era un caso, pero actualmente se apunta más a un extinción brusca.

### Filética o pseudoextinción
Pueden o no existir descendientes de una especie extinta. La especie descendiente o hija evoluciona desde la especie padre con la mayor parte de la información genética de esta última, y aunque la especie ascendiente se extinga, su descendiente sigue existiendo, es el caso de la denominada evolución filética o anagénesis. A este hecho también se le llama pseudoextinción.
La demostración de una pseudoextinción es dificultosa, debido a que se requiere evidencia de peso que relacione los miembros de una especie dada con una preexistente. Por ejemplo, en algunas ocasiones se menciona que Hyracotherium, antiguo animal que compartía un ancestro común con el caballo de hoy en día, está pseudoextinto, debido a que hay varias especies existentes de Equus (el género del caballo), incluyendo a la cebra y el burro. Sin embargo, debido a que las especies fósiles no suelen dejar material genético, no es posible esclarecer si Hyracotherium evolucionó en las especies modernas del caballo, o si simplemente lo hizo desde un ancestro común con los caballos actuales. En consecuencia, la pseudoextinción suele ser más fácil de demostrar para grupos taxonómicos grandes.
Para diferenciar la extinción terminal de la extinción filética (o pseudoextinción) se requiere que ésta se encuentre claramente definida. Si finalmente se declara extinta, la especie en cuestión deber ser claramente distinguida de cualquier otra especie ancestro, descendiente o de otras especies relacionadas. La extinción de una especie (o el reemplazo de ésta por una descendiente) juega un papel clave en la teoría del equilibrio puntuado de Stephen Jay Gould y Niles Eldredge.

## Causas

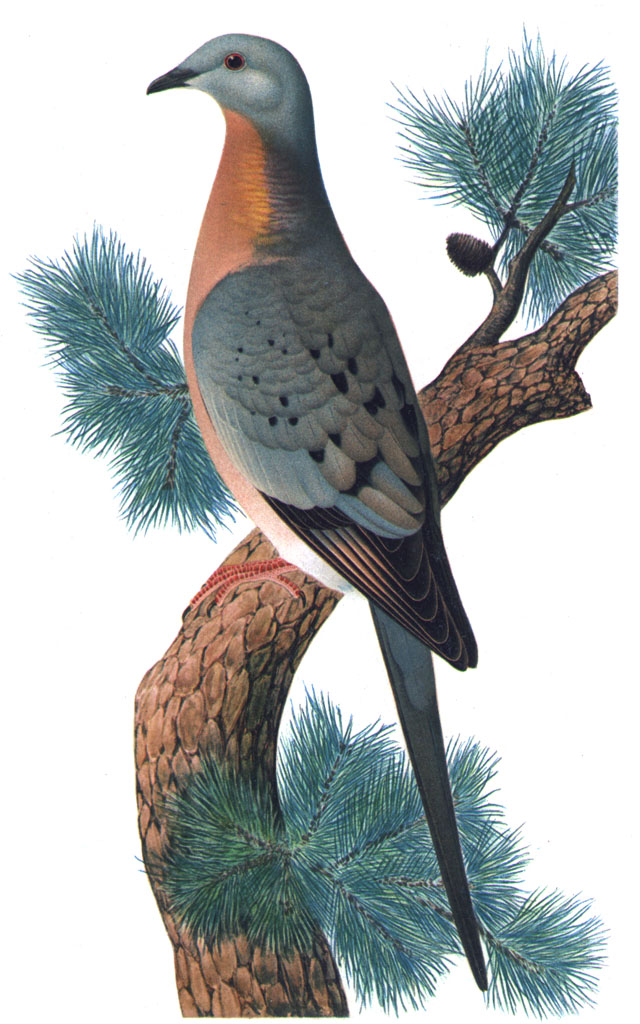
La paloma migratoria, una de los cientos de especies de aves extintas, fue cazada durante algunas décadas hasta que se extinguió.

Existen una variedad de causas que pueden contribuir directa o indirectamente a la extinción de una especie o un grupo de especies.

Así como cada especie es única, lo es cada extinción. Las causas para cada una son variadas —algunas sutiles y complejas, otras obvias y simples—
En Watching, from the Edge of Extinction

En términos sencillos, cualquier especie que sea incapaz de sobrevivir o reproducirse en su ambiente, y que tampoco pueda trasladarse a otro ambiente nuevo donde sí sea capaz de realizar estas cosas, muere y se extingue. La extinción de una especie puede suceder de improviso (por ejemplo, cuando la polución convierte a un hábitat entero en inhabitable), o puede ocurrir gradualmente a través de incluso cientos de millones de años, como puede pasar cuando la especie en cuestión paulatinamente pierde la competición por el alimento frente a otras especies mejor adaptadas.
La evaluación de la relativa importancia de los factores genéticos en comparación con los ambientales como causa de extinción ha sido comparada con el debate de innato o adquirido. La cuestión de si las extinciones en el registro fósil han sido provocadas en su mayoría por catástrofes o por la evolución ha estado sujeta a discusión; por ejemplo, Mark Newman, el autor de Modeling Extinction, presenta un modelo matemático para las extinciones masivas entre las dos posiciones. Por el contrario, la biología de la conservación usa el modelo de vórtice de extinción para clasificar las extinciones por sus causas. Cuando se plantea la extinción humana, estas causas se encuentran con los efectos del cambio climático o un desastre tecnológico, lo que se muestra por ejemplo en el libro Nuestra Hora Final (2003) de Martin Rees.
En la actualidad, grupos ambientalistas y algunos gobiernos se preocupan acerca de las extinciones provocadas por la propia humanidad, e intentan combatirlas a través de una variedad de programas de conservación. Los seres humanos pueden provocar la extinción de una especie debido a la sobreexplotación de un ambiente, contaminación, destrucción del hábitat, la introducción de nuevos predadores o competidores, caza exagerada, entre otras razones. La edición de 2008 de la Lista Roja elaborada por la UICN incluye a 717 taxones de animales y 87 de plantas bajo la categoría “extinto” (EX), todas extinciones sucedidas después del año 1500, aunque puede que el número sea una subestimación significativa de la real cantidad de extinciones.

### Fenómenos demográficos y genéticos
La genética de poblaciones y los fenómenos demográficos afectan a la evolución, y en consecuencia el riesgo de extinción de una especie. Las especies con poblaciones pequeñas suelen ser mucho más vulnerables a la extinción y a estos efectos.
La selección natural actúa propagando los rasgos genéticos beneficiosos para una especie y eliminando los deficientes. Sin embargo, una mutación deletérea puede propagarse a toda una población mediante el efecto de la deriva genética.
Un acervo genético diverso entrega a una población una posibilidad más alta de sobrevivir a cambios adversos en su ambiente. En consecuencia, los efectos que remarcan pérdida de la variabilidad genética pueden incrementar las posibilidades de extinción de una especie. Los cuellos de botella pueden reducir dramáticamente la diversidad genética limitando de manera importante el número de individuos en condiciones de reproducirse y haciendo de la endogamia un suceso más frecuente. El efecto fundador puede causar una rápida especiación individual, y es uno de los ejemplos de un cuello de botella.

### Contaminación genética
Las especies que se han desarrollado histórica y naturalmente en una región específica pueden estar amenazadas en gran medida debido al proceso de la contaminación genética (por ejemplo, la homogeneización o el reemplazo de los genotipos locales provocada por una introgresión) que podría ocasionar la introducción de animales o plantas con una ventaja numérica o de aptitudes. En este caso, especies no nativas pueden dar lugar a la extinción de animales o plantas nativas debido a su introducción deliberada o a la destrucción de su hábitat, poniendo en contacto a especies que se encontraban anteriormente aisladas. Este fenómeno puede ser especialmente perjudicial para especies raras que entren en contacto con otras más abundantes, causando que se crucen y modificando su reserva genética creando híbridos y conduciendo a la especie nativa original a una extinción completa.
Extinciones como estas no siempre son evidentes a partir de solo observaciones morfológicas (es decir, por la apariencia externa). Un cierto grado de flujo genético puede ser normal y un proceso evolutivo constructivo, debido a que es imposible preservar todas las constelaciones de genotipos y genes. Sin embargo, la hibridación con o sin introgresión puede ser una amenaza a la existencia de especies raras.
La generalización de la contaminación genética también lleva a un debilitamiento del desarrollo natural del acervo genético específico de la región, causando animales y plantas híbridos más débiles e incapaces de vivir en entornos naturales cambiantes en el largo plazo, llevándolas finalmente a la extinción.
El acervo genético de una especie o una población es el grupo completo de los alelos únicos que se encuentran al inspeccionar el material genético de cada miembro vivo de la especie o la población. Un gran acervo genético indica una alta diversidad genética, que se asocia con poblaciones robustas que pueden sobrevivir a intensivos episodios de selección. Por el contrario, una baja diversidad genética (véase endogamia y cuello de botella) puede provocar la reducción de las aptitudes biológicas e incrementar la posibilidad de extinción entre una población reducida de individuos de una especie pura  y gaseosa.

### Degradación del hábitat
La degradación del hábitat de una especie puede alterar el paisaje adaptativo hasta el punto que esa especie ya no está en condiciones de sobrevivir y se extinga. Esto puede suceder por efectos directos (como que el entorno se vuelva tóxico) o indirectos (limitando la capacidad de la especie de competir contra nuevos competidores o por disminuida cantidad de recursos).
La degradación del hábitat por toxicidad puede matar a una o varias especies rápidamente, a través de la contaminación o provocándoles esterilidad. Esto también puede suceder en períodos de tiempo más largos con un nivel bajo de toxicidad continua, afectando su expectativa de vida, su capacidad reproductiva o su competitividad.
Por otro lado, la degradación del hábitat también puede tomar forma con la destrucción física de este. La amplia destrucción de la pluvisilva y su reemplazo con terrenos de pastoreo es ampliamente citada como un ejemplo de esto; la eliminación de densas selvas también destruye la infraestructura de la que muchas especies dependen para sobrevivir. Por ejemplo, un helecho que dependa de una sombra densa para su protección de la luz solar directa no puede sobrevivir sin los árboles que le provean esa sombra. Otro ejemplo es la destrucción de los fondos oceánicos provocada por la pesca de arrastre.
La disminución de los recursos o la introducción de nuevas especies competidoras también puede suelen acompañar a la degradación del hábitat. El calentamiento global también ha permitido que algunas especies expandan su rango de distribución, provocando competiciones con otras especies que ocupaban previamente esas áreas. En algunas ocasiones estos nuevos competidores son predadores y afectan directamente a las especies como presas, mientras que otras veces toman ventaja en la obtención de recursos frente a especies más vulnerables. Estos recursos vitales incluyen el agua y el alimento, y suelen estar limitados debido a la misma degradación del hábitat. Todo esto puede finalmente conducir a la extinción en estado natural o completa de estas especies.

### Predación, competición y enfermedades

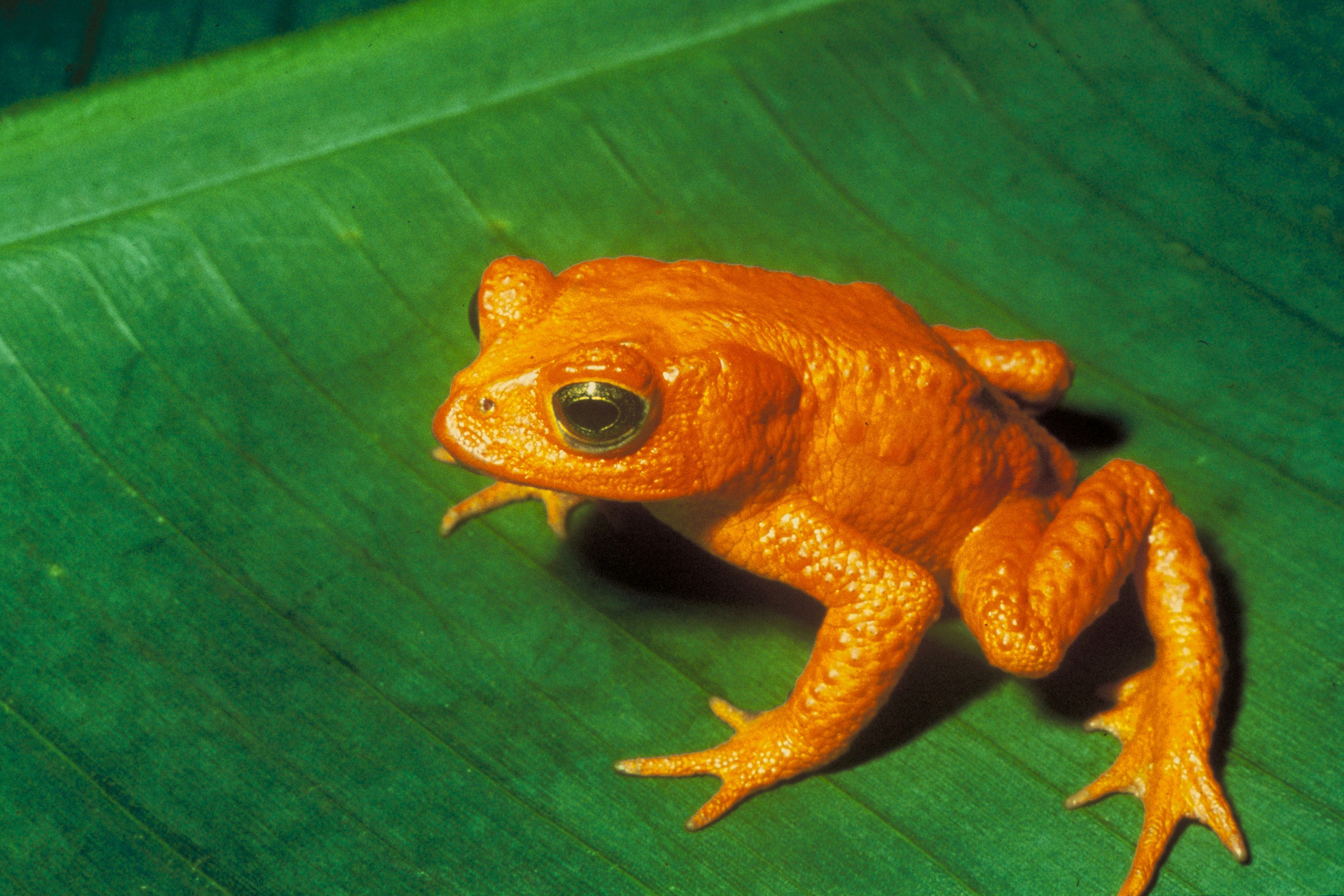
El sapo dorado fue visto por última vez el 15 de mayo de 1989. Desde 1980 se registra un creciente declive en las poblaciones de anfibios en todo el mundo.

Los seres humanos han trasladado animales y plantas desde un lugar del mundo a otro durante cientos de años, algunas veces de manera deliberada (por ejemplo, el ganado llevado a varias islas por los marineros como fuente de alimento) y otras de manera accidental (por ejemplo, las ratas que se escapaban de los barcos). En la mayoría de los casos, estas introducciones no son exitosas, pero cuando se establecen como especies invasoras, las consecuencias pueden ser catastróficas. Las especies invasoras pueden afectar a las endémicas, por ejemplo depredándolas, compitiendo con ellas, destruyendo o degradando indirectamente su hábitat, o introduciendo patógenos o parásitos capaces de enfermarlas o matarlas. Las mismas poblaciones humanas pueden actuar como predadores invasivos. De acuerdo con la “hipótesis de caza excesiva”, la rápida extinción de la megafauna en áreas como Nueva Zelanda, Australia, Madagascar o Hawái es resultado de la repentina llegada del ser humano a esos ambientes, con animales que nunca antes habían entrado en contacto con los primeros y que estaban completamente inadaptados para sus técnicas de predación.

### Coextinción
La coextinción se refiere a la pérdida de una especie debido a la extinción de otra. Un ejemplo sería la desaparición de una especie de parásito en caso de la extinción de su anfitrión. La coextinción también puede ocurrir cuando una especie pierde sus polinizadores, o a los predadores de una cadena trófica en caso de la desaparición de sus presas.

### Calentamiento global
Existe una discusión respecto a como afecta el calentamiento global a largo plazo sobre la desaparición de distintas especies. Algunos estudios muestran que podría conducir a la extinción de incluso una cuarta parte de todos los animales y plantas al año 2050.
Se ha dicho que el Hemibelideus lemuroides, que solo se encuentra en las montañas del norte de Queensland, en Australia, sería el primer mamífero extinto debido al calentamiento global. La especie no ha sido vista en tres años y una expedición realizada a principios de 2009 fracasó en encontrar algún ejemplar.

## El ser humano en la extinción

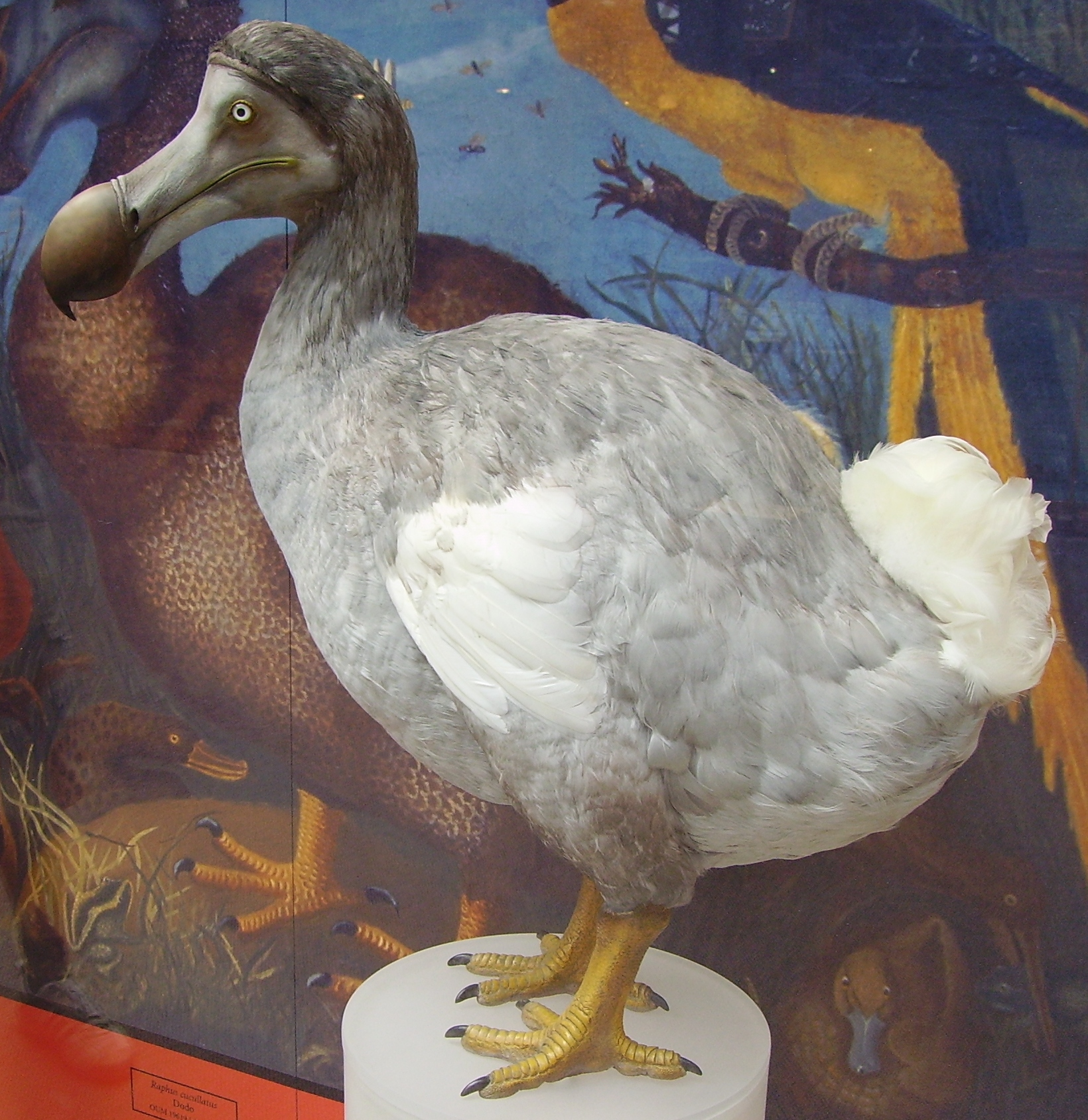
El dodo es un ejemplo citado a menudo de extinción moderna.

Cuando la extinción fue descrita en una conferencia realizada por Georges Cuvier en 1796, la idea parecía amenazante a quienes creían en la cadena de los seres o scala naturae, una noción que establecía la conexión de los seres vivos con Dios y que no permitía la desaparición de ningún «eslabón» en esta conexión. En consecuencia, la idea no fue ampliamente aceptada antes del siglo XIX.
Esto también se sustentaba debido a que en ese entonces, todavía el mundo no estaba completamente explorado y cartografiado, por lo que los científicos no podían descartar que las especies que se encontraban en el registro fósil estuvieran «escondidas» en partes inexploradas del planeta. Posteriormente, con la irrupción de las teorías de la evolución, a la extinción no se la consideraba problemática porque únicamente terminaba con los animales mal adaptados, así se llegó a calificar al dodo. Sería en el siglo XX cuando la extinción comenzó a considerarse un problema para todo el medio ambiente, incluido el ser humano, al fomentar la proliferación de plagas, reducir la variedad genética y perder organismos de un gran valor intrínseco por sus cualidades o comportamientos.

### La posible sexta extinción masiva
De acuerdo a una encuesta realizada en 1998 a cuatrocientos biólogos por el Museo Americano de Historia Natural, siete de cada diez creía que se encontraba en las primeras etapas de una extinción masiva provocada por los seres humanos, conocida como la extinción masiva del Holoceno.
En la misma encuesta, un 70 % creía que dentro de los próximos treinta años (es decir, cerca del 2028) la quinta parte de todas las especies se extinguiría. El biólogo E.O. Wilson estimó en 2002 que, de continuar la actual tasa de destrucción humana de la biosfera, la mitad de todas las especies que viven en el planeta se extinguirán en cien años.
Sin embargo, el hecho de que este evento sea algo actual impide ver el problema con la debida perspectiva histórica, por lo que hay disparidad de opiniones al respecto.

### Extinciones planificadas
Los seres humanos han trabajado agresivamente por la extinción de muchas especies de virus y bacterias con el objeto de erradicar distintas enfermedades. Por ejemplo, el virus de la viruela está esencialmente extinto en estado silvestre, mientras que el que provoca el polio está confinado a pequeños lugares alrededor del mundo como resultado de los esfuerzos para curar la enfermedad que produce.
La bióloga Olivia Judson, entre otros científicos, han abogado por la extinción deliberada de algunas especies específicas, como los mosquitos Anopheles (que transmiten la malaria) y Aedes (que transmiten el dengue, la fiebre amarilla, la elefantiasis, entre otras enfermedades), argumentando que su erradicación podría salvar al menos a un millón de personas. Para concretarlo, plantea la introducción de un elemento genético capaz de introducirse a sí mismo en otro gen crucial, creando un gen knockout recesivo. La consecuente reducción de la diversidad genética de la familia Culicidae alcanzaría un 1 %.

### La lucha contra la extinción
Algunas tecnologías que provocan un mínimo o ningún efecto nocivo probado al Homo sapiens pueden ser devastadores para la vida silvestre (por ejemplo, el DDT). Algunos gobiernos ven en ocasiones a la pérdida de especies nativas como un daño a su ecoturismo, por lo que promulgan leyes que sancionan el comercio o la caza de estas especies en un esfuerzo por prevenir la extinción en estado silvestre. También se crean reservas naturales con el objeto de proveer un hábitat continuo y estable a las especies amenazadas por la expansión humana. El Convenio sobre la Diversidad Biológica de 1992 resultó en varios planes internacionales de acción, que intentan entregar directrices para la conservación de la biodiversidad de parte de los distintos gobiernos. Grupos como la Alianza por Cero Extinciones trabajan para educar al público y presionar a las administraciones para que tomen medidas frente a la amenaza de distintas especies.
En la actualidad, la extinción es un importante tópico de investigación en los campos de la zoología y la biología en general, y también se ha convertido en tema de preocupación fuera de la comunidad científica. Organizaciones como el Fondo Mundial para la Naturaleza, fueron creadas con el objeto de preservar a las especies de la extinción. Algunos países también han intentado evitar la destrucción de hábitats, la sobreexplotación de los suelos, y la polución, mediante la promulgación de leyes y decretos.
Los recientes avances tecnológicos han alentado la hipótesis de que usando el ADN de una especie extinta esta última se podría traer “de vuelta a la vida” mediante el proceso de la clonación. Algunos objetivos propuestos para la clonación incluyen al mamut, el tilacino, el quagga y el dodo.
El concepto, popularizado por la novela y posterior película Jurassic Park, fue puesto a prueba cuando en 2003 nació la primera cabra bucardo clonada, una subespecie de cabra del pirineo oscense, después de que se extinguiera el año 2000. El ejemplar falleció unos siete minutos después debido a problemas pulmonares congénitos.